# Główny Komitet Lotnictwa Cywilnego
Główny Komitet Lotnictwa Cywilnego – centralna jednostka organizacyjna istniejąca w latach 1950–1962, mająca na celu zapewnienie rozwoju lotnictwa cywilnego i przystosowanie do potrzeb planowej gospodarki. Komitet był państwowym organem planowania, kierownictwa i kontroli całokształtu zagadnień lotnictwa cywilnego.

## Powołanie Komitetu
Na podstawie dekretu z 1950 r. o powołaniu Główny Komitet Lotnictwa Cywilnego ustanowiono Komitet.

## Zakres działania Komitetu
Do zakresu działania Głównego Komitetu Lotnictwa Cywilnego należało w szczególności:
- ustalanie wytycznych rozwojowych lotnictwa cywilnego w zakresie zagadnień technicznych, organizacyjnych, prawnych i szkoleniowych;
- sprawy szkolenia kadr fachowych lotnictwa cywilnego wszystkich szczebli, koordynowanie tego szkolenia oraz planowego rozmieszczenia kadr;
- opiniowanie planów produkcji i rozdziału sprzętu lotniczego dla potrzeb lotnictwa cywilnego;
- sprawy budowy i rozbudowy lotnisk dla potrzeb lotnictwa cywilnego;
- sprawy dotyczące organizacji międzynarodowych lotnictwa cywilnego;
- sprawy działalności wydawniczej w dziedzinie lotnictwa cywilnego;
- kierownictwo i nadzór nad działalnością Ligi Lotniczej.

## Kierowanie Komitetem
Na czele Głównego Komitetu Lotnictwa Cywilnego stał przewodniczący, mianowany i odwoływany przez Prezydenta Rzeczypospolitej na wniosek Prezesa Rady Ministrów.
Do Głównego Komitetu Lotnictwa Cywilnego wchodziło ponadto trzech przedstawicieli Ministra Obrony Narodowej i po dwóch przedstawicieli Ministerstwa Komunikacji, Ministerstwa Przemysłu Ciężkiego oraz dwóch przedstawicieli Ligi Lotniczej.
Dla opracowania niektórych zagadnień przewodniczący komitetu powołuje dodatkowo przedstawicieli zainteresowanych resortów oraz pracowników nauki.

## Prezydium Komitetu
Pracą Głównego Komitetu Lotnictwa Cywilnego kierowało Prezydium Komitetu.
Na czele Prezydium Komitetu stał Przewodniczący Głównego Komitetu Lotnictwa Cywilnego, który kierował pracą prezydium i czuwał nad jej prawidłowym biegiem.
Członków prezydium powoływał Prezes Rady Ministrów.

## Zniesienie Komitetu
Na podstawie ustawy z 1962 r. – Prawo Lotnicze zniesiono Główny Komitetu Lotnictwa Cywilnego.